# Boyd Holbrook
Robert Boyd Holbrook (Prestonsburg, 1º settembre 1981) è un modello, attore e artista statunitense.

## Biografia
Nato a Prestonsburg in Kentucky, figlio di Ellen e Don Holbrook. Mentre lavorava part time come carpentiere in un teatro, venne notato da una ragazza che gli consigliò di trasferirsi a New York per intraprendere la carriera di modello.

### Modello
Firma il suo primo contratto con la Elite Models nel 2001 e successivamente lavora per altre agenzie come Wilhelmina Models, Major Paris, IMG Models, 2pm Model Management, D'management Group e molte altre. Holbrook ha lavorato per i più noti stilisti e marchi, tra cui Gucci, Jean-Paul Gaultier, Versus, Hugo Boss, Calvin Klein, Moschino, Marc Jacobs, Bill Blass, Dsquared², ed è divenuto uno dei più celebri modelli di Dior Homme. Ha prestato la sua immagine per il profumo Antidote di Viktor & Rolf. Holbrook è stato il volto delle campagne primavera/estate 2009 e 2010 di Pepe Jeans e per la campagna primavera/estate 2013 di Trussardi.

### Attore
Grazie alla sua attività di modello, che lo ha portato a viaggiare per tutto il mondo, Holbrook ha potuto investire i soldi guadagnati negli studi di cinema presso la New York University. In seguito ha frequentato lezioni di sceneggiatura e storia del cinema alla Columbia University. Inoltre ha studiato recitazione al William Esper Studio, completando il prestigioso programma Meisner in due anni. In quel periodo ha realizzato cinque cortometraggi.
Nel 2007 ha inviato una sua sceneggiatura al regista Gus Van Sant, che colpito dal suo lavoro gli affida il ruolo di Denton Smith nel suo film Milk, segnando il suo debutto come attore. Successivamente partecipa a varie produzioni televisive, fino al 2011 quando prende parte ai film Higher Ground e Scusa, mi piace tuo padre. Sempre nel 2011 partecipa ad alcuni episodi della serie televisiva The Big C, mentre l'anno seguente interpreta il ruolo di William "Cap" Hatfield, secondo figlio del personaggio interpretato da Kevin Costner, nella miniserie televisiva Hatfields & McCoys.
Il suo primo ruolo di rilievo è quello di Kyle O'Shea nel film The Host, per cui ottiene un premio come attore rivelazione al Hamptons International Film Festival. Nel 2013 recita in Dietro i candelabri, al fianco di Michael Douglas e Matt Damon e fa parte del cast di Il fuoco della vendetta - Out of the Furnace, diretto da Scott Cooper. Dal 2015 al 2016 ha interpretato l'agente della DEA Steve Murphy, nella serie originale Netflix Narcos. Nel 2017 ha interpretato il villain Donald Pierce nel film Logan: The Wolverine, diretto da James Mangold, mentre nel 2018 ha interpretato Quinn McKenna, il protagonista del film horror fantascientifico The Predator, diretto da Shane Black. Nel maggio 2021 ha ottenuto la parte di Klaber, il sadico braccio destro di Jürgen Voller, nel film Indiana Jones e il quadrante del destino, diretto da James Mangold, distribuito nelle sale il 30 giugno 2023. Inoltre, nel 2022 dà il volto al Corinzio nella serie televisiva su Netflix The Sandman.

### Altre attività
Holbrook è conosciuto come "modello-poeta", avendo pubblicato una serie di poesie attraverso model-max.com con illustrazioni del collega Jamie Strachan. Tra le altre attività di Holbrook vi sono la fotografia e la scultura. Ha aperto la sua prima mostra d'arte, intitolata "Iscariot", presso la RARE Gallery a Chelsea, dal 19 aprile al 17 maggio 2008.

### Vita privata
Da settembre 2012 a gennaio 2015 è stato legato sentimentalmente all'attrice Elizabeth Olsen, conosciuta sul set di Very Good Girls. Attualmente è legato sentimentalmente alla modella Tatiana Pajkovic, da cui ha avuto un bambino.

## Filmografia

### Cinema
- Milk, regia di Gus Van Sant (2008)
- Moving Takahashi, regia di Josh Soskin (2011) – cortometraggio
- Higher Ground, regia di Vera Farmiga (2011)
- Scusa, mi piace tuo padre (The Oranges), regia di Julian Farino (2011)
- The Reunion, regia di Michael Pavone (2011)
- The Magic of Belle Isle, regia di Rob Reiner (2012)
- The Host, regia di Andrew Niccol (2013)
- Very Good Girls, regia di Naomi Foner (2013)
- Il fuoco della vendetta - Out of the Furnace (Out of the Furnace), regia di Scott Cooper (2013)
- Uniti per sempre (The Skeleton Twins), regia di Craig Johnson (2014)
- Little Accidents, regia di Sara Colangelo (2014)
- L'amore bugiardo - Gone Girl (Gone Girl), regia di David Fincher (2014)
- La preda perfetta - A Walk Among the Tombstones (A Walk Among the Tombstones), regia di Scott Frank (2014)
- Run All Night - Una notte per sopravvivere (Run All Night), regia di Jaume Collet-Serra (2015)
- Jane Got a Gun, regia di Gavin O'Connor (2016)
- Nel mondo libero (The Free World), regia di Jason Lew (2016)
- Morgan, regia di Luke Scott (2016)
- Cardboard Boxer, regia di Knate Lee (2016)
- Logan: The Wolverine (Logan), regia di James Mangold (2017)
- The Predator, regia di Shane Black (2018)
- All'ombra della luna (In the Shadow of the Moon), regia di Jim Mickle (2019)
- We Can Be Heroes, regia di Robert Rodriguez (2020)
- Beckett, regia di Ferdinando Cito Filomarino (2021)
- The Cursed, regia di Sean Ellis (2021)
- Vengeance, regia di B. J. Novak (2022)
- Indiana Jones e il quadrante del destino (Indiana Jones and the Dial of Destiny), regia di James Mangold (2023)
- The Bikeriders, regia di Jeff Nichols (2023)
- A Complete Unknown, regia di James Mangold (2024)

### Televisione
- The Unusuals - I soliti sospetti – serie TV, 1 episodio (2009)
- The Beautiful Life – serie TV, 1 episodio (2009)
- Tough Trade – film TV, regia di Gavin Hood (2010)
- The Big C – serie TV, 6 episodi (2011)
- Hatfields & McCoys – miniserie TV, 3 episodi (2012)
- Dietro i candelabri (Behind the Candelabra) – film TV, regia di Steven Soderbergh (2013)
- Narcos – serie TV, 20 episodi (2015-2016)
- O.G. - Original Gangster (O.G.), regia di Madeleine Sackler - film TV (2018)
- The Sandman – serie TV (2022-2025)

## Agenzie
- Wilhelmina Models
- IMG Models - New York
- Bleu Model Management - Los Angeles
- Select Model Management - Londra
- D'management Group - Milano
- Sight Management Studio - Barcellona
- Major Paris - Parigi
- 2pm Model Management - Copenaghen

## Doppiatori italiani
Nelle versioni in italiano delle opere in cui ha recitato, Boyd Holbrook è stato doppiato da:
- Francesco Venditti in Narcos, Morgan, Logan: The Wolverine, O.G. - Original Gangster, The Predator, The Premise - Questioni morali, Justified: City Primeval, Indiana Jones e il quadrante del destino, The Bikeriders
- Andrea Mete in Uniti per sempre, L'amore bugiardo - Gone Girl, All'ombra della luna, A Complete Unknown
- Ruggero Andreozzi in Milk, The Cursed, The Sandman
- Edoardo Stoppacciaro in The Host, La preda perfetta - A Walk Among the Tombstone
- Massimo Aresu in Il fuoco della vendetta - Out of the Furnace
- Roberto Gammino in Dietro i candelabri
- Lorenzo De Angelis in Run All Night - Una notte per sopravvivere
- Daniele Raffaeli in Nel mondo libero
- Stefano Crescentini in We Can Be Heroes
- Gianfranco Miranda in Beckett
- Marco Vivio in Vengeance